# Dahliphora antennalis
Dahliphora antennalis är en tvåvingeart som beskrevs av Borgmeier och Prado 1975. Dahliphora antennalis ingår i släktet Dahliphora och familjen puckelflugor.
Artens utbredningsområde är Ecuador. Inga underarter finns listade i Catalogue of Life.